# Medardo Álvarez Luque
A Teodoro Medardo Álvarez Luque (* Villa del Rosario 9 de noviembre de 1867~ Córdoba, † 22 de octubre de 1946) se le conoce como el fundador de la ciudad de Las Varillas.

Hijo de José Medardo Álvarez y de Clotilde Luque, el 7 de diciembre de 1902 se casó con Rosario Moncada Carvallo (1871-1949), con la que tuvo cuatro hijos.

## Estudios
Se recibió de bachiller en el Colegio Nacional de Montserrat en 1894 y de abogado en la Universidad Nacional de Córdoba en 1902, donde también aprueba su tesis doctoral.

## Actuación Política
Desde joven militó en el Partido Demócrata Nacional. Por su tesis sobre el Art. 2º de la Constitución Nacional, que sostiene el culto Católico para la Argentina, el Papa le otorgó en 1913 la condecoración de "Caballero del Santo Sepulcro".
Fue Concejal de la ciudad de Villa del Rosario e intendente de la ciudad desde el 25 de diciembre de 1906 hasta el 25 de mayo de 1908. Fue Diputado Provincial entre 1919 y 1921, Senador por el Departamento Unión (1921-1923) y por el Departamento San Justo (1923-1925). Se lo conoce como el fundador de la ciudad de Las Varillas.

## Fundación de Las Varillas
La atribución de la calidad de fundador es discutida.
Quienes sostienen que es el fundador, se basan en la decisión de los Álvarez Luque, dueños de importantes extensiones de tierras en la zona, de vender parte de su propiedad en el lugar llamado “Laguna de la Vaca”, y transferir a la Compañía del Ferrocarril General Santa Fe esa y otras propiedades colindantes para estación y vías con la condición de que esta parada no fuera removida por su proximidad a Las Varas.
Quienes sostienen que no es el fundador se basan en que i) Medardo Álvarez Luque solo cumplió con la voluntad de su padre de vender terrenos, ii) que la Sra. [Hortencia Kienner] y Balbino Zurbano fueron los primeros pobladores y no Medardo Álvarez Luque, iii) que no inscribió ningún plano para considerase fundador de acuerdo a los parámetros de la Junta Provincial de Historia.
Igualmente discutida es la fecha de fundación o formación.
Quienes sostienen el año 1900 como de fundación argumentan que: i) en ese año, un agricultor Italiano de la provincia de Santa Fe, roturó y sembró 12 cuadras de trigo, ii) desde 1900 la familia Álvarez Luque promovió el asentamiento de colonos en la zona donde hoy se erige la mencionada ciudad.
Quienes sostienen que la formación fue posterior argumentan que el nacimiento de Las Varillas no tiene lugar hasta la instalación de la "Parada km 81" y que los primeros pobladores fueron Balbino Zurbano y su esposa Hortencia Kienner y que esta posición está refrendada con documentos históricos.

Hay acuerdo en que Medardo Álvarez Luque tuvo una actuación importante en el crecimiento del poblado (aunque en muchos casos como simple mandatario de su padre), donando terrenos para una estación de ferrocarril (1903), vendiendo terrenos y encargando la confección de un plano a su hermano Jesús Álvarez Luque (1904), haciendo importantes aportes a la construcción del edificio donde funcionó el "Convento de Las Hermanas" y donde funcionó primeramente el Instituto de María Inmaculada, etc.